# 헝가리어
헝가리어(Magyar nyelv 머저르 녤브[*], 문화어: 마쟈르어)는 헝가리와 주변 일부 지역에서 쓰이는 언어로, 헝가리인들의 모어이다. 인도유럽어족에 속하는 주변의 언어들과 달리 핀란드어, 에스토니아어, 사미어 등이 속한 우랄어족의 언어이다. 따라서 주변 언어들과 계통상 완전히 무관하며, 문법 역시 크게 상이하여 교착어로 분류된다.
1천 3백만 명 이상이 사용하고 있으며, 그중 1천만 명이 헝가리에 살고 있다. 헝가리와 루마니아, 유럽 연합의 공용어이며, 세르비아(주로 보이보디나), 몬테네그로, 슬로베니아의 3개 자치 단체에서도 공용어로 쓰인다. 과거 오스트리아-헝가리 제국 시절에는 독일어와 함께 이 언어도 동등한 공용어였다.

## 헝가리어와 문자
기본적으로 로마 문자를 사용하고 모음의 발음을 구별하기 위해 기호를 사용한다. 모음 위에 쌍점으로 표시되는 움라우트 기호 (ö, ü), 장모음을 나타내는 예음 악센트 기호 (á, ú, ó, é, í), 움라우트가 붙은 장모음을 나타내는 이중 예음 악센트 기호 (ő, ű)가 사용된다.
일부 자음의 경우에는 둘 또는 세 문자를 함께 사용하여 표기하기도 한다. 특히 구개음 (gy [ɟ], ty [c], ny [ɲ], ly [j]), 파찰음 (dzs [ʤ], dz [ʣ], cs [ʧ]), 치조 마찰음 (sz [s], zs [ʒ])의 경우가 그러하다.
| 문자 | IPA (ASCII) | IPA (유니코드) | 유사한 발음                        |
| ---- | ----------- | -------------- | ---------------------------------- |
| A    | Q           | ɒ              | 영국 영어: not과 law 사이          |
| Á    | a:          | aː             | 프랑스어: allô                     |
| B    | b           | b              | 프랑스어: bébé                     |
| C    | ts          | ʦ              | 프랑스어: tsé-tsé                  |
| CS   | tS          | ʧ              | 프랑스어: tchèque                  |
| D    | d_d         | d̪              | 프랑스어: dôme                     |
| DZ   | dz          | ʣ              | 프랑스어: dzé-dzé                  |
| DZS  | dZ          | ʤ              | 프랑스어: azerbaïdjan              |
| E    | E           | ɛ              | 프랑스어: est                      |
| É    | e:          | eː             | 독일어: leer ; 이탈리아어: rete    |
| F    | f           | f              | 프랑스어: fin                      |
| G    | g           | ɡ              | 프랑스어: goût                     |
| GY   | J\          | ɟ              | 영국 영어: dune                    |
| H    | h           | h              | 영어: home ; 독일어: Haar          |
| I    | i           | i              | 프랑스어: lit                      |
| Í    | i:          | iː             | 독일어: Biene ; 영어: see          |
| J    | j           | j              | 프랑스어: yeux                     |
| K    | k           | k              | 프랑스어: cas                      |
| L    | l_d         | l̪              | 프랑스어: lire                     |
| LY   | j           | j              | 프랑스어: yeux                     |
| M    | m           | m              | 프랑스어: midi                     |
| N    | n_d         | n̪              | 프랑스어: nuit                     |
| NY   | J           | ɲ              | 프랑스어: gnon                     |
| O    | o           | o              | 프랑스어: dot와 do 사이            |
| Ó    | o:          | oː             | 프랑스어: dôme                     |
| Ö    | 2           | ø              | 프랑스어: œufs                     |
| Ő    | 2:          | øː             | 독일어: hören ; 네덜란드어: leuven |
| P    | p           | p              | 프랑스어: pas                      |
| (Q)  | kv          | kv             | 독일어: Quelle                     |
| R    | 4_d, r_d    | ɾ̪, r̪           | 스페인어: pero, radio              |
| S    | S           | ʃ              | 프랑스어: chut                     |
| SZ   | s           | s              | 프랑스어: sot                      |
| T    | t_d         | t̪              | 프랑스어: télé                     |
| TY   | c           | c              | 영어: tune                         |
| U    | u           | u              | 프랑스어: houle                    |
| Ú    | u:          | uː             | 독일어: tun                        |
| Ü    | y           | y              | 프랑스어: but                      |
| Ű    | y:          | yː             | 독일어: Tür                        |
| V    | v           | v              | 프랑스어: vol                      |
| (W)  | v           | v              | 프랑스어: vol                      |
| (X)  | ks          | [ks]           | 프랑스어: taxi                     |
| (Y)  | i           | i              | 프랑스어: lit                      |
| Z    | z           | z              | 프랑스어: zut                      |
| ZS   | Z           | ʒ              | 프랑스어: je                       |

위 표에서 괄호 안에 있는 문자는 외국어 표기에만 사용된다.
음소와 문자의 대응은 거의 1:1에 가깝다. 단, ly와 j는 둘 다 [j]로 발음된다는 점에서 예외이다.
일부 음소는 변이음을 가지고 있다.
- /h/
  - ɦ - 모음 사이에서
  - 일반적으로 음절말에서는 발음되지 않으나 경우에 따라 x
  - xː - 이중자음
- /n/
  - ŋ - 연구개음 /ɡ/, /k/ 앞에서
- /j/
  - ç - 일부 형태에서 단어 끝에서 /p/, /t/ 또는 /k/ 뒤에 오는 경우
  - ʝ - 일부 형태에서 단어 끝에서 /b/, /d/ 또는 /ɡ/ 뒤에 오는 경우

## 어미의 활용
핀우그리아어파의 영향으로 접미사를 이용하여 처소를 표기하는 방식이 사용되고 있다.
이는 핀란드어에서도 나타나는 현상으로, 타 언어권 출신의 사람이 이 계통 언어를 학습할 때 큰 어려움을 주는 요인으로 작용하게 된다.
고양이(macska)를 예로 들어 설명하자면 이렇다.
|             | 단수       | 복수        |
| 주격        | macska     | macskák     |
| 대격        | macskát    | macskákat   |
| 여격        | macskának  | macskáknak  |
| 도구격      | macskával  | macskákkal  |
| 원인-결과격 | macskáér   | macskákért  |
| 전환격      | macskává   | macskákká   |
| 종결격      | macskáig   | macskákig   |
| 상황격      | macskaként | macskakként |
| 재내격      | macskában  | macskákban  |
| 재위격      | macskán    | macskákon   |
| 재상격      | macskánál  | macskáknál  |
| 향내격      | macskába   | macskákba   |
| 향위격      | macskára   | macskákra   |
| 향격        | macskához  | macskákhoz  |
| 향외격      | macskából  | macskákból  |
| 탈위격      | macskáról  | macskákról  |
| 탈격        | macskától  | macskáktól  |

위 표에 정리된 것처럼, 어미를 붙일 때에는 맨 뒤의 단모음이 장모음화된다.

## 사용 국가
- 헝가리 (모국어이다.)
- 슬로바키아 (제2언어로 아주 많이 쓰인다.)
- 슬로베니아 (제2언어 등으로 아주 많이 쓰인다.)
- 크로아티아 (제2언어 등으로 아주 많이 쓰인다.)
- 세르비아 (보이보디나 자치주에서 주로 쓰이며, 제2언어 등으로 소수로 사용.)
- 루마니아 (제2언어 등으로 아주 많이 쓰인다.)
- 이탈리아 (제2언어 등으로 아주 많이 쓰인다.)
- 미국 (헝가리계 이민자 사이에서 소수로 쓰임.)
- 캐나다 (헝가리계 이민자 사이에서 소수로 쓰임.)
- 오스트리아 (제2언어 등으로 쓰인다.)

## 헝가리어 배우기
대한민국에서는 헝가리어가 희귀한 언어라서 쉽게 배우기 어려운 언어이다.
한국외국어대학교에 헝가리어과가 개설되어 있다.
시중에 회화, 문법 교재가 판매되고 있으나, 적은 수요로 인해 하나 둘씩 절판되고 있다.
현재 한국어로 된 헝가리어 교재는 '헝가리어 문법 연구', '꿩먹고 알먹는 헝가리어 첫걸음' 정도이다.
이외로 한국외국어대학교에서 한-헝/ 헝-한 사전을 펴냈다.
만남
- 요너포트끼바녹(낮) (Jó napot kívánok)
- 요렉겔트끼바녹(아침) (Jó reggelt kívánok)
- 요에쉬티트끼바녹(저녁) (Jó estét kívánok)
- 쎄르부스(모든 시간)(Szervusz)
- 케짓 쵸콜롬(아이가 성인에게) (Kezét csókolom)

위의 인사들은 격식을 갖춘 말들이고, 보통 친한 사람이 만났을 때는 Szia(씨어)라고 하는 게 일반적이다.
다수의 사람들에게 인사를 건낼때에는 Szervusztok, Sziasztok이라는 활용형이 있다.
헤어짐
- 비손트라타쉬러 (Viszontlátásra)

헤어짐도 사실상 마찬가지다. 위의 것은 격식을 가진 말로서 보통 헤어질 때도 친한 사람들끼리는 Szia(씨어) 혹은 위의 것을 줄여서 Viszlát(비슬라트)라고 하는 게 일반적이다.
감사
- 쾨쐬뇜 (Köszönöm)
- 감사(격식) 쾨쐬뇜(Köszönöm), 쾨쐬뇜 씨펜(Köszönöm Szépen)
- 감사(비격식) 쾨씨(Köszi)

천만에요
씨베쉔(Szívesen)
구매
- 멘니베 케륄? (mennyibe kerül) 특정 물건의 값을 물어볼 때.
- 멘닛트 피젯떽? (mennyit fizettek) 전체 물건의 값을 물어볼 때.